# Aktis
Aktis var en prins på ön Rhodos i grekisk mytologi. Han var son till solguden Helios och nymfen Rhode som var härskarinna på ön Rhodos där han växte upp.
Aktis hade sex bröder och en syster, Elyktro, som dog ung. Hans bröder hette Kerakfos, Okhimos, Makareus, Tenages, Triopas och Kandalos. Alla Helios och Rhodes söner var framgångsrika astronomer på ön Rhodos.
Aktis och fyra av hans bröder; Makareus, Triopas och Kandalos, blev avundsjuka på sin femte bror Tenages för hans kunskaper i naturvetenskap. Det hela slutade med att de dödade den yngre brodern. Aktis flydde sedan till Egypten.